# Herbert Hauptman
Herbert A. Hauptman, född 14 februari 1917 i New York i New York, död 23 oktober 2011 i Buffalo i New York, var en amerikansk matematiker och kemist. Han tilldelades, tillsammans med Jerome Karle, Nobelpriset i kemi 1985 med motiveringen "för deras avgörande insatser vid utveckling av direkta metoder för kristallstrukturbestämning",
Hauptman och Karle utvecklade effektiva matematiska metoder för att bestämma molekylstrukturer utgående från till exempel röntgenkristallografiska mätningar. Hauptman avled den 23 oktober 2011 i sviterna av en stroke.
Asteroiden 9931 Herbhauptman är uppkallad efter honom.